# Inezia inornata
Az Inezia inornata a madarak (Aves) osztályának verébalakúak (Passeriformes) rendjébe és a királygébicsfélék (Tyrannidae) családjába tartozó faj.

## Rendszerezése
A fajt Tommaso Salvadori olasz ornitológus írta le 1897-ben, a Serpophaga nembe Serpophaga inornata néven.

## Előfordulása
Dél-Amerikában, Argentína, Bolívia, Brazília, Paraguay és Peru területén honos. Természetes élőhelyei a szubtrópusi és trópusi síkvidéki esőerdők és lombhullató erdők, valamint száraz cserjések és szavannák. Vonuló faj.

## Megjelenése
Testhossza 10 centiméter.

## Életmódja
Rovarokkal táplálkozik, néha kisebb gyümölcsöket is fogyaszt.

## Természetvédelmi helyzete
Az elterjedési területe rendkívül nagy, egyedszáma ugyan csökken, de még nem éri el a kritikus szintet. A Természetvédelmi Világszövetség Vörös listáján nem fenyegetett fajként szerepel.